# 幻覚アレルギー
幻覚アレルギー（GENKAKU ALLERGY、げんかくアレルギー）は、日本のヴィジュアル系ロックバンド。1991年10月にSCEANA（元かまいたち）と梶井“KAZZY”沙介（元かまいたち）が結成。
ハードコア・パンクやパンク・ロックをベースにしたノイジーなサウンドで人気を博した。1994年にメジャー・デビュー。1997年に活動休止。2006年12月3日に最終公演を行った（梶井は不参加）。
2020年、SCEANAが「幻覚」として再始動。

## 来歴
1991年10月、かまいたち解散後、次なるビジョンを模索していたSCEANAと梶井“KAZZY”沙介が新たな音楽の方向性を打ち出すために、幻覚アレルギーが結成される。
1992年4月、フリーウィルより1stアルバム『MOUTH TO MOUTH』をリリースし、インディーズチャートの初登場1位を飾る。
1994年3月、Invitationよりメジャー1stアルバム『PSYCHE:DELIC』をリリースしメジャー・デビュー。
1996年、自主レーベル"OLD FASHION"設立。
1997年初頭、活動休止。
2006年12月3日、突如、1日だけの再結成で「幻覚アレルギー 最終公演」と銘打ったライブを目黒鹿鳴館で行った（梶井は不参加、サポートメンバーを起用）。この公演は『THE ILLUSION ALLERGY』として2007年にDVDリリースされた。

## メンバー
- Vocal：SCEANA（かまいたち→幻覚アレルギー, 死異汝紋危異→OCTOPUS CULT→alien 9 ball→THE SPLATTERS→かまいたち→はちゃめちゃ狂バンド→幻覚）
- Guitar：梶井“KAZZY”沙介（かまいたち→幻覚アレルギー→引退）

サポートメンバー
- Bass：TETSU（元BELLZLLEB）
- Drums：KIMURA（元BELLZLLEB 1992年-1996年）
- Drums：HORIE（1996年）
- Drums：NOB（1996年、2006年12月3日）
- Keyboard：D.I.E.（1996年）※アルバム『「D」のススメ』およびライブ参加。
- Guitar：d.d.f.（2006年12月3日）

## LIVE
- SPRING ALLERGY TOUR 1992（1992年5月）
- 1992年8月8日 名古屋CLUB DIAMOND HALL「一撃必殺舞踏会 Vol.2」
- NOISEアレルギーxxx TOUR（1992年10月）
- 1993年12月2日 クラブチッタ川崎
- TOUR Acid:eLic 94（1994年4月-5月）
- TOUR TRASH LIVE（1994年11月・1995年1月）
- 1995年7月2日 目黒鹿鳴館「NOISE TRANCE NIGHT」
- 1995年12月27日 熊谷VOGUE「NEVER MIND THE BOLLOCKS 1995」
- BOLLOCKS TO EVERYONE 1996 TOUR（1996年2月-3月）
- BOLLOCKS TO EVERYONE 1996 TOUR FINAL（1996年4月）
- 1996年7月3日 新宿ロフト「DANCE MACABRE SHOW」
- 1996年9月15日 難波W'OHOL「DANCE MACABRE SHOW」
- 2006年12月3日 目黒鹿鳴館「最終公演」

## ディスコグラフィ

### アルバム
1. Mouth to Mouth（1992年4月21日 Free-Will Records FWR-013CDL）
2002年再発・INDIES SUMMIT HISTORY（2002年9月25日 Tears Music TEBA-035）
2. PSYCHE:DELIC（1994年3月30日 Invitation VICL-510）
初回プレス限定仕様BOX SET（VIZL-17）：VHS「ANGEL DUST」MUSIC VIDEO、フォトブック封入。
3. JAPANESE TRASH（1994年12月16日 Invitation VICL-613）
4. 「D」のススメ（1996年2月21日 Invitation VICL-739）※KEN（ex.ZI:KILL）プロデュース

### デモCD
- 1992 DEMO（2002年 black lagoon records BLCD-20725）
3曲入りCD。alien 9  ball各ライブ会場販売。
- コレクターズ1992デモ（2021年 fuckoff records）
7曲入りCD。『1992 DEMO』3曲＋4曲入り。

### 配布
カセットテープ
- NEVER MIND THE BOLLOCK

### オムニバスアルバム
- 京都狂奏音楽会（1996年12月16日 reveil TCCN-25026）
幻覚アレルギー3曲、しいもんきい3曲、DECAMERON6曲収録。

### 写真集
- NOISEアレルギー×××[4]（1992年11月10日 立東社） - 3曲入CD付写真集

### 映像作品
VHS
- Rockin'f PRESENTS ZETA NO.12 幻覚アレルギー SPECIAL（1992年7月30日 立東社）
1992年5月31日 SPRING ALLERGY TOUR 1992 日清パワーステーションのライブ（7曲）and others、30分収録。Drums：KIMURA。
- DANCE MACABRE SHOW（1996年9月30日 OLD FASHION ODFV-001）後にDVD化
1996年7月3日 DANCE MACABRE SHOW 新宿ロフトのライブ収録。7曲入り。Drums：NOB。
- タイトル不明（裏ジャケ BOLLOCKS TO EVERYONE TOUR）（2001年 black lagoon records OCTV-10815）
1996年4月4日 BOLLOCKS TO EVERYONE 1996 TOUR FINAL 名古屋CLUB QUATTROのライブ収録。
- タイトル不明（裏ジャケ BOLLOCKS TO EVERYONE TOUR）（black lagoon records OCTV-10816）
1996年4月8日 BOLLOCKS TO EVERYONE 1996 TOUR FINAL 新宿POWER STATIONのライブ収録。
- OFFICIAL BOOTLEG Vol.1
1996年4月5日 BOLLOCKS TO EVERYONE 1996 TOUR FINAL 難波W'OHOLのライブ収録。
- LIVE BOOTLEG DANCE MACABRE SHOW 1996.09.14 at KYOTO MUSE HALL（2002年 black lagoon records BLVC-20726）
1996年9月14日 DANCE MACABRE SHOW 京都MUSE HALLのライブ収録。alien 9  ball各ライブ会場販売。
- LIVE BOOTLEG DANCE MACABRE SHOW 1996.09.15 at OSAKA W‘OHOL（2002年 black lagoon records BLVC-20727）
1996年9月15日 DANCE MACABRE SHOW 難波W'OHOLのライブ収録。alien 9  ball各ライブ会場販売。

DVD
- THE ILLUSION ALLERGY（2007年3月14日 BLACK LAGOON RECORDS GADV-1）
2006年12月3日 目黒鹿鳴館「最終公演」ライブを収録、11曲入り。Drums：NOB
KAZZYは不参加。
- DANCE MACABRE SHOW（2007年11月20日 BLACK LAGOON RECORDS）
1996年発売VHS「DANCE MACABRE SHOW」のDVD化。7曲＋ボーナストラック5曲入り。
青紫ジャケット、赤紫ジャケットの2種あり（収録内容は同一）。
- BOLLOCKS TO EVERYONE（2007年11月20日 BLACK LAGOON RECORDS）CD付
1996年3月4日 BOLLOCKS TO EVERYONE 1996 TOUR 京都MUSE HALLのライブを収録、16曲入り。Drums：キムラヨシアキ。
CDは1996年7月3日 DANCE MACABRE SHOW 新宿ロフトのライブを収録、11曲入り。Drums：NOB。
オレンジジャケット、水色ジャケットの2種あり（収録内容は同一）。

上記DVD3作品、タワーレコード限定2008年11月19日発売もされた。
- 幻覚アレルギーDVD第一弾
不明
- 幻覚アレルギーDVD第二弾
不明
- 幻覚アレルギーDVD第三弾
1994年11月18日 TRASH TOUR 1994 京都MUSE HALL、1992年 NOISEアレルギー1992のライブを収録。
- SPRING ALLERGY TOUR 1992 京都MUSE HALL（2024年10月27日 fuck off records FODV-003）
1992年5月11日 京都MUSE HALL。14曲入り、54分。

## 関連書籍
- 辻砂織写真集『FAVORITES』（1993年7月20日 フールズメイト）
- 大島暁美の帰ってきたロックンロール日記 第1巻 ARENA37℃ 99年4月号臨時増刊（1999年4月6日 音楽専科社）

## 幻覚
2019年12月25日、2020年に「幻覚」として再始動させることを発表。当初はSCEANA一人であったが、2020年2月20日にSCEANA（Noise）、Shu（Guitar）、RIKI（Bass）、NOB（Drums）のラインナップがSNSで明らかにされた。その後、2022年3月にSEIICHI （Bass）を迎え入れ、ライブDVD『始動。』をリリース。2023年8月にHINA（Drums）を迎え入れ、セルフカヴァー・ミニ・アルバム『KILL MOTHER FUCKER』をリリースした。
メンバー
- Noise：SCEANA
- Guitar：Shu（TSP）2020年参加
- Bass：Seiichi（OXYMORPHONN / ex.ZI:KILL / ex.CRAZE）2022年3月参加
- Drums：HINA（TSP）2023年8月参加

過去のメンバー
- BASS：RIKI ※2020年始動時メンバー
- Drums：NOB ※2023年1月28日 新宿club SCIENCEまで

### LIVE
- 2020年4月4日 目黒鹿鳴館 「幻覚」始動。 延期
- 2020年7月25日 目黒鹿鳴館 「幻覚」始動。 中止
- 2020年7月25日 目黒鹿鳴館 ビデオコンサート（約30分 7曲[7]）
- 2022年8月26日 新宿club SCIENCE 「幻覚」始動。　※1stライブ
- 2022年11月3日 新宿club SCIENCE 「幻覚」始動。 追加公演
- 2023年1月28日 新宿club SCIENCE　幻覚308・ダークイズムアレルギー　※幻覚 BALZAC 2マンライブ
- 2023年8月26日 京都MOJO　KILL MOTHER FUCKER　※ミニアルバム“kill mother fucker”発売GIG
- 2023年9月16日 高円寺High　KILL MOTHER FUCKER　※ミニアルバム“kill mother fucker”発売GIG
- 2023年10月28日 京都MOJO　幻覚308・ダークイズム"ハロウィン"アレルギー　※幻覚 BALZAC 2マンライブ
- 2024年2月11日 名古屋RAD SEVEN　幻覚308・ダークイズム "バレンタイン" アレルギー　※幻覚 BALZAC 2マンライブ
- 2024年4月27日 高円寺High　※DVD発売記念gig
- 2024年11月2日 高円寺High 「recall」　※ミニアルバム発売gig
- 2024年11月17日 BuzzFront Yokohama　ROTTENGRAFFTY pre. 俺達の夜明け　※ROTTENGRAFFTY 幻覚 KYONO BAND 3マンライブ

### ディスコグラフィ

#### 映像作品
DVD
- We ROCK DVD 幻覚 SPECIAL 2022.8.26＝幻覚‘‘始動’’LIVE（WeROCKVol.091 2022年11月号特別付録）7曲収録
- 始動。（2023年1月28日、FUCKOFF RECORDS FODV-0001）
幻覚の1stライブ、2022年8月26日新宿club SCIENCE「幻覚」始動。を収録。全17曲入り、71分。
初回購入特典（会場、通販）：DVD-R。
- kill mother fucker（2024年4月20日通販発売、FUCKOFF RECORDS FODV-002）
2023年9月16日高円寺Highワンマンライブを収録。15曲入り、68分。
通販特典：ミニステッカー（数量限定）

#### アルバム
- KILL MOTHER FUCKER（2023年8月26日 FUCKOFF RECORDS FOR-003CD）セルフカヴァーミニアルバム
初回購入特典（会場、通販）：DVD-R。
- recall（2024年11月2日会場発売）※幻覚オフィシャル通販先行予約は10月発送。

#### シングル
- 幻覚 BALZAC
  - SPLIT CD『幻覚308』
    - SPLIT CD『幻覚308』完全限定プレス盤 通常盤（2023年10月28日 京都MOJO）
    - SPLIT CD『幻覚308』完全限定プレス盤 特別限定パッケージ（2023年10月28日 京都MOJO）
    - SPLIT CD『幻覚308』7インチシングルサイズジャケット（2023年2月11日 名古屋RAD SEVEN）
    - SPLIT CD『幻覚308』スリムプラケース（2023年2月11日 名古屋RAD SEVEN）

#### 配布
DVD-R
- ミニアルバム『KILL MOTHER FUCKER』特典 5種
  - 特典1「MORE DEEP」（2023年1月28日新宿club SCIENCE「幻覚308・ダークイズムアレルギー」）※2023年8月26日 京都MOJO会場購入特典
  - 特典2「植物人間」「JAPANESETRASH」（幻覚アレルギー 1995年7月2日 目黒鹿鳴館「NOISE TRANCE NIGHT」）※2023年8月26日 京都MOJO会場購入特典
  - 特典3「ケミカルクラッチ」（2023年1月28日新宿club SCIENCE「幻覚308・ダークイズムアレルギー」）※2023年9月16日 高円寺High会場購入特典
  - 特典4「HALLUCINOGENIC」「NO PEACE NO」（幻覚アレルギー 1995年7月2日 目黒鹿鳴館「NOISE TRANCE NIGHT」）※2023年9月16日 高円寺High会場購入特典
  - 特典5「ロマンティスト」「オルゴール」（幻覚アレルギー 1995年7月2日 目黒鹿鳴館「NOISE TRANCE NIGHT」）※通販購入予約特典（当時）
- DVD『始動。』特典 3種
  - ANGEL DUST（2022年11月3日 新宿club SCIENCE 「幻覚」始動。 追加公演）※2023年1月28日新宿クラブ・サイエンス先行発売購入特典
  - Chameleon Blues Pop（2022年11月3日 新宿club SCIENCE「幻覚」始動。追加公演）※幻覚オフィシャルサイト予約特典（当時）
  - DEBUT（2022年11月3日 新宿club SCIENCE 「幻覚」始動。追加公演）※WeROCK STORES!通販購入予約特典（当時）
- 「2024年4月27日高円寺High」公演 e+前売りチケット購入特典（※会場入場時引き換え）
  - DVD『kill mother fucker』に未収録の1曲入りDVD-R

#### その他
- 幻覚308ガチャ
  - 2023年10月28日 京都MOJO
  - 2023年2月11日 名古屋RAD SEVEN

### 写真展
- 幻覚×BALZAC 写真展「幻覚308」（2024年2月11日・12日、名古屋 IF I FEEL）入場無料 / 入場者先着プレゼント：非売品ポストカード

### メディア
- WeROCK Vol.075
- WeROCK Vol.089
- WeROCK Vol.091
- WeROCK Vol.092
- WeROCK Vol.097